# 飛鳥神社 (四日市市)
飛鳥神社（あすかじんじゃ）は、三重県四日市市富田一色町にある神社である。富洲原地区の一部富田一色地区の氏子神社であり、富田一色けんか祭（喧嘩祭と呼ばれる大念仏）が毎年お盆に富田一色連合自治会によって開催される。

## 概要
古くから富田一色村の産土神として祀られていた。富田一色地区の広小路大通り前にある。神紋は上り藤に一文字である。大祭は毎年8月15日（鎮火祭）と10月13日（秋祭り、通称がに祭り）。祭神は、以下である。
1. 八重事代主命
2. 建御名方命
3. 大山祇命
4. 厳島姫命

## 歴史
地域史料の文献によると、824年（弘仁2年）に創建された。天平14年8月18日に漁師が千手観音像を網で引き揚げたことがきっかけで、富田一色村に観浄寺が創建されたが村人たちはこの千手観音を常日頃信仰している諏訪大明神の変化に相違ないとして、建御名方命を勧請して観浄寺の鎮守として祀ったことが社伝に記述されている。建立初期は、大漁の神として観浄寺の脇に合祀されていた。江戸時代には明神社として合祀されていた。
1873年（明治6年）に富田一色村の村社となる。1907年（明治40年）に内務省神社局から特別供進社に指定、同年無格社厳島神社を合祀した。

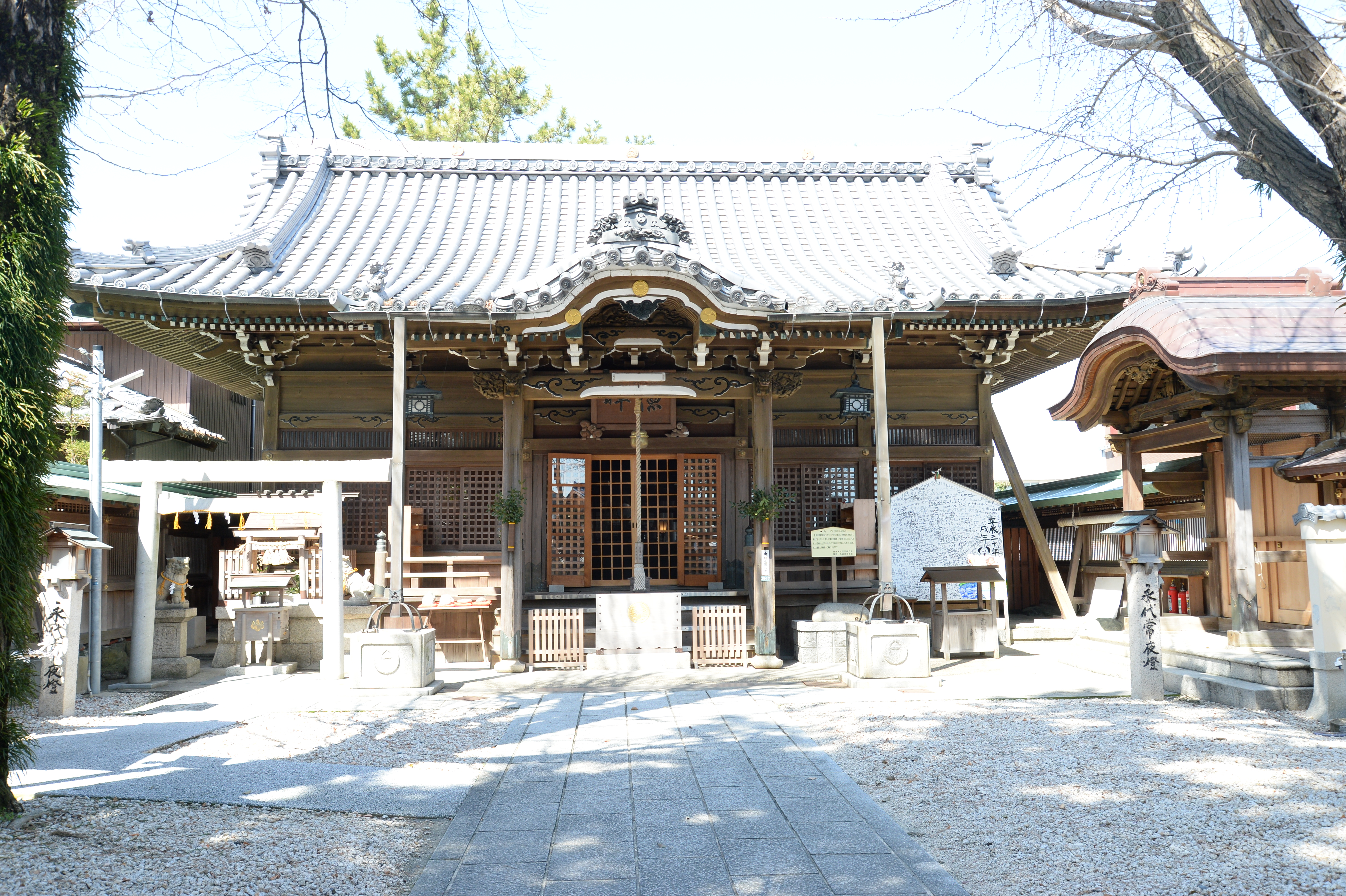
飛鳥神社拝殿

## 社殿
- 現在の拝殿は1860年（万延元年）に、流造の本殿は1933年（昭和8年）9月3日に建立されたもので、切妻造、透塀、海鼠塀、瑞垣である。
- 本殿及び祖霊殿の屋根銅板は1974年（昭和49年）に葺き替えられた[2]。境内神社は多度社である。他に幣（貨幣殿）・社務所・手水舎などがある。

## 祭典
例祭が毎年10月13日に開催される。その他は年中恒例祭儀が4回である。毎年8月15日に富田一色けんか祭が行われる。

## えん乃樹
富田一色飛鳥神社の境内には、二本の木が夫婦のように途中で合体した『えん乃樹』がある。夫婦円満（子宝）・良縁成就（恋愛）・延命長寿（健康）の利益があるという。

## がに祭り
カニ祭りや富田一色の秋祭りともいう。毎年10月13日に開催される。富田一色では、村人が伊勢湾で捕獲されたワタリガニを神前で供える風習があった。イワシ漁に入る前の蟹の季節が最適だったことが背景にある。伊勢湾で不漁が続いた際、魚を周辺の農村と物々交換して米や野菜を入手していた富田一色の生活が苦しくなったが、隣の松原村からの援助で凌いでいた。その時、漁師の源作と喜作親子が伊勢湾の沖合いで拾った社殿のような物体を富田一色飛鳥神社に供え、浜神楽を演じて大漁祈願をすると、魚が多くとれるようになった。蟹も大漁となったため、松原村の人々に謝意を示して振る舞った。ここから「カニまつはら」が訛って「カニまつり」となった。

## 交通
- JR関西本線富田駅より東へ徒歩11分
- 近鉄名古屋線川越富洲原駅より南東へ徒歩15分